# Bongnae-myeon, Boseong-gun
Bongnae-myeon (koreanska: 복내면)  är en socken i Sydkorea. Den ligger i kommunen Boseong-gun i provinsen Södra Jeolla i den södra delen av landet, 300 km söder om huvudstaden Seoul.